# Heinrich Meyring
Heinrich Meyring/ Heinrich Meiering (1628 – 11 février 1723) est un sculpteur allemand rococo qui a surtout été actif à Venise et en Vénétie. Son nom est souvent italianisé en Enrico Marengo ou Arrigo Marengo.

## Biographie
Meyring est né à Rheine, en Westphalie. Il est considéré comme l'un des principaux élèves du sculpteur flamand (actif à Venise) Josse de Corte. Meyring a été actif à Venise de 1679 à 1714.

## Œuvres
- Buste en marbre du maréchal Otto Wilhelm de Kœnigsmark, Arsenal de Venise.

Pour les églises de Venise :
- Église Santa Maria del Giglio : Les statues de la famille Barbaro sur la façade lui sont attribuées
- Église San Cassiano : le maître-autel et le retable
- Église San Moisè : Les statues du maître-autel et les cénotaphes de la façade
- San Giovanni in Bragora : San Giovanni Evangelista et San Giovanni Elemosinario (1689) les deux statues, de part et d'autre du maître-autel
- Église Santa Maria di Nazareth : La Transverbération de sainte Thérèse

Autres œuvres :
- Scuola dell'Angelo Custode à Venise : La statue de l'ange gardien sur la façade.
- Villa Manin à Passariano : la cappella gentilizia[1].
- À Valsanzibio : Les jardins contiennent soixante-dix statues avec certaines avec la signature d'Enrico Merengo, parmi lesquelles La Personnification du Temps, Endymion, Argo, Typhon et Polyphème.
- L'église du Sacré-Cœur à Nimis : Le maître-autel
- L'église de Barcola (Trieste) : Saint Matthieu
- La Villa Barbarigo : statues dans le jardin.
- Le Palazzo del Monte à Udine : la chapelle Santa Maria, Pietà.
- Basilique Sainte-Justine (Padoue) : L'ange sur l'autel de sainte Félicie
- Bassano del Grappa, Santa Maria in Colle : la Madonna del Rosario.

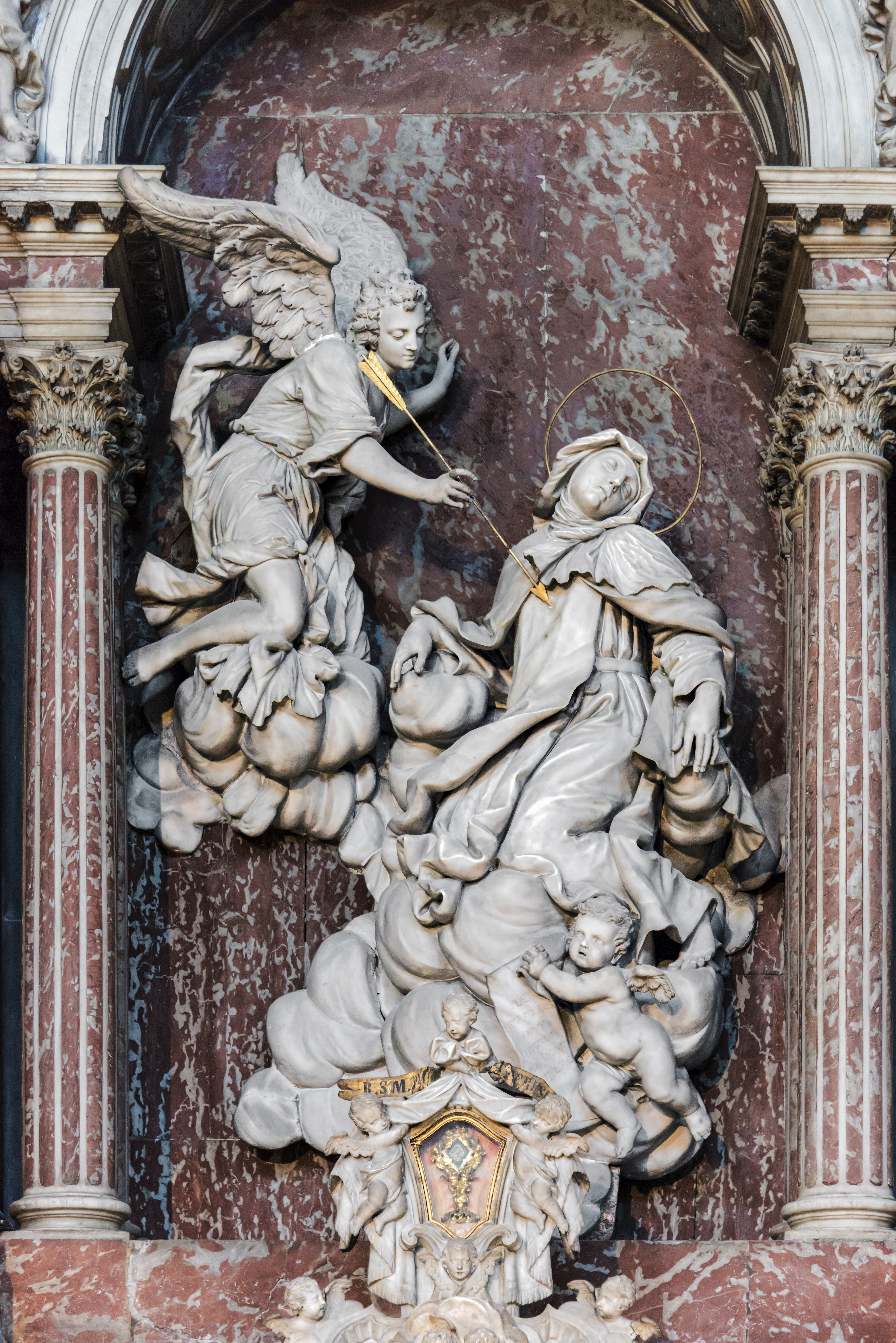
Tranverbèration de Ste Thérèse
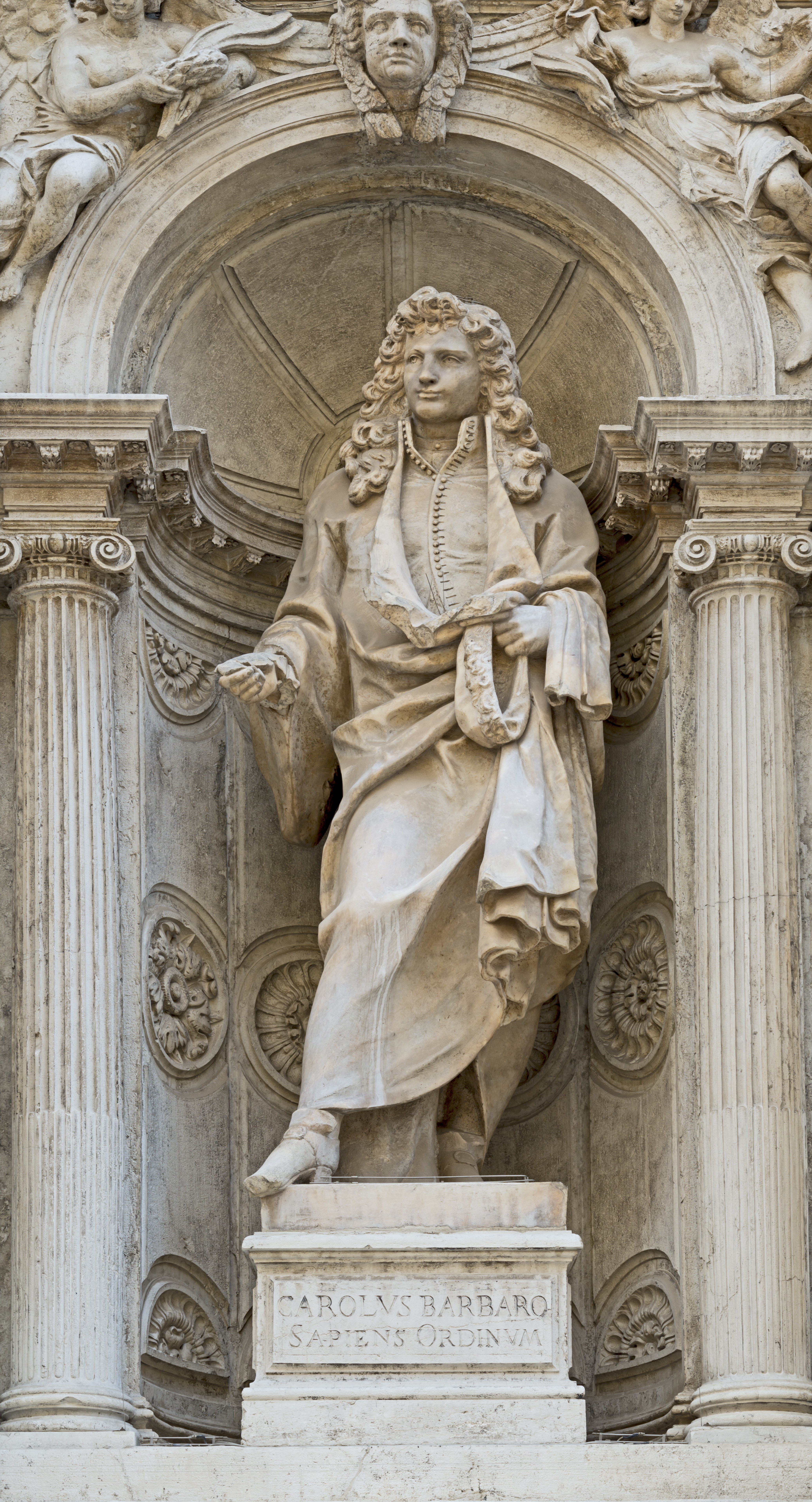
Carlo Barbaro.
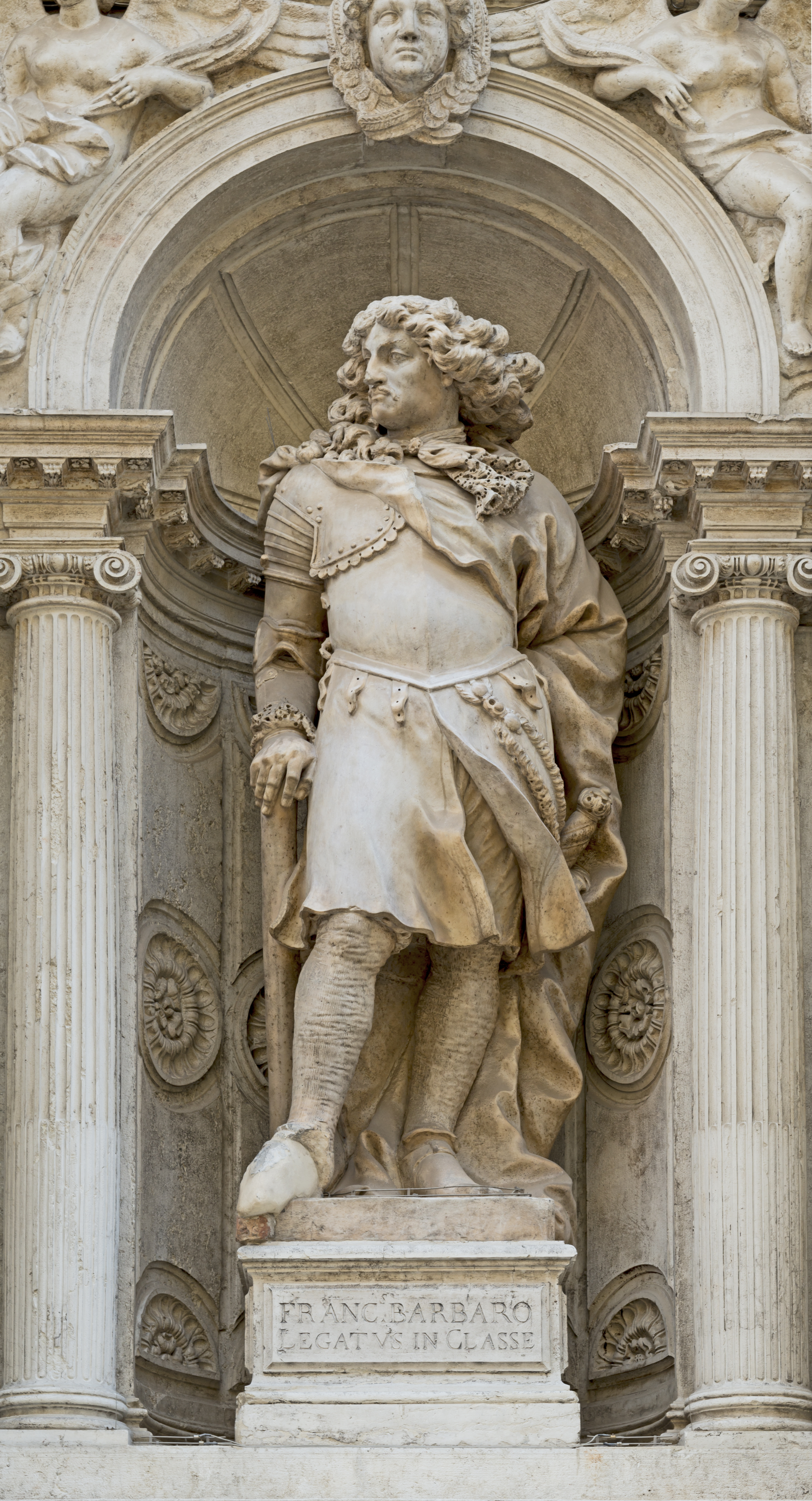
Francesco Barbaro
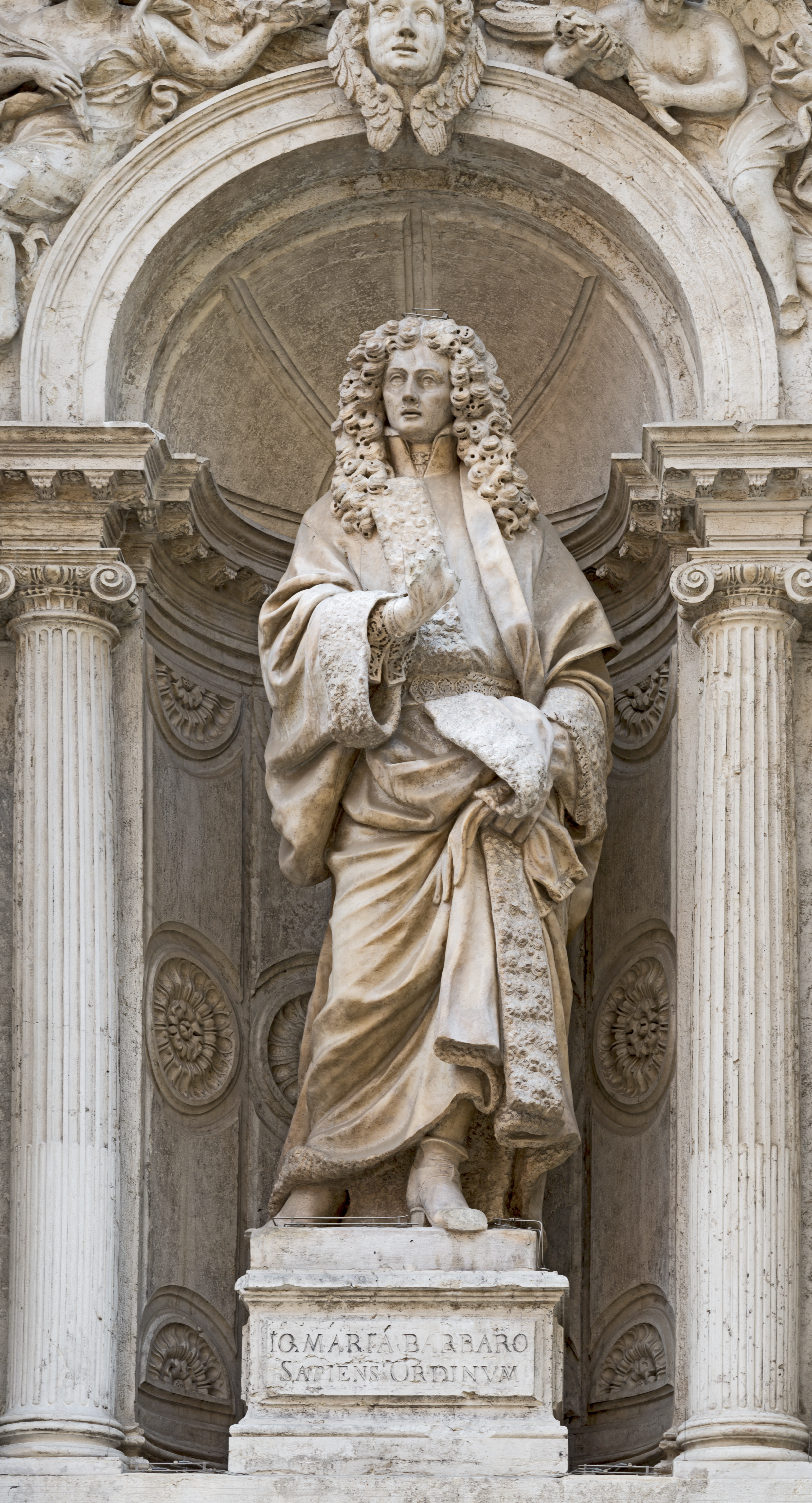
Giovanni Maria Barbaro.
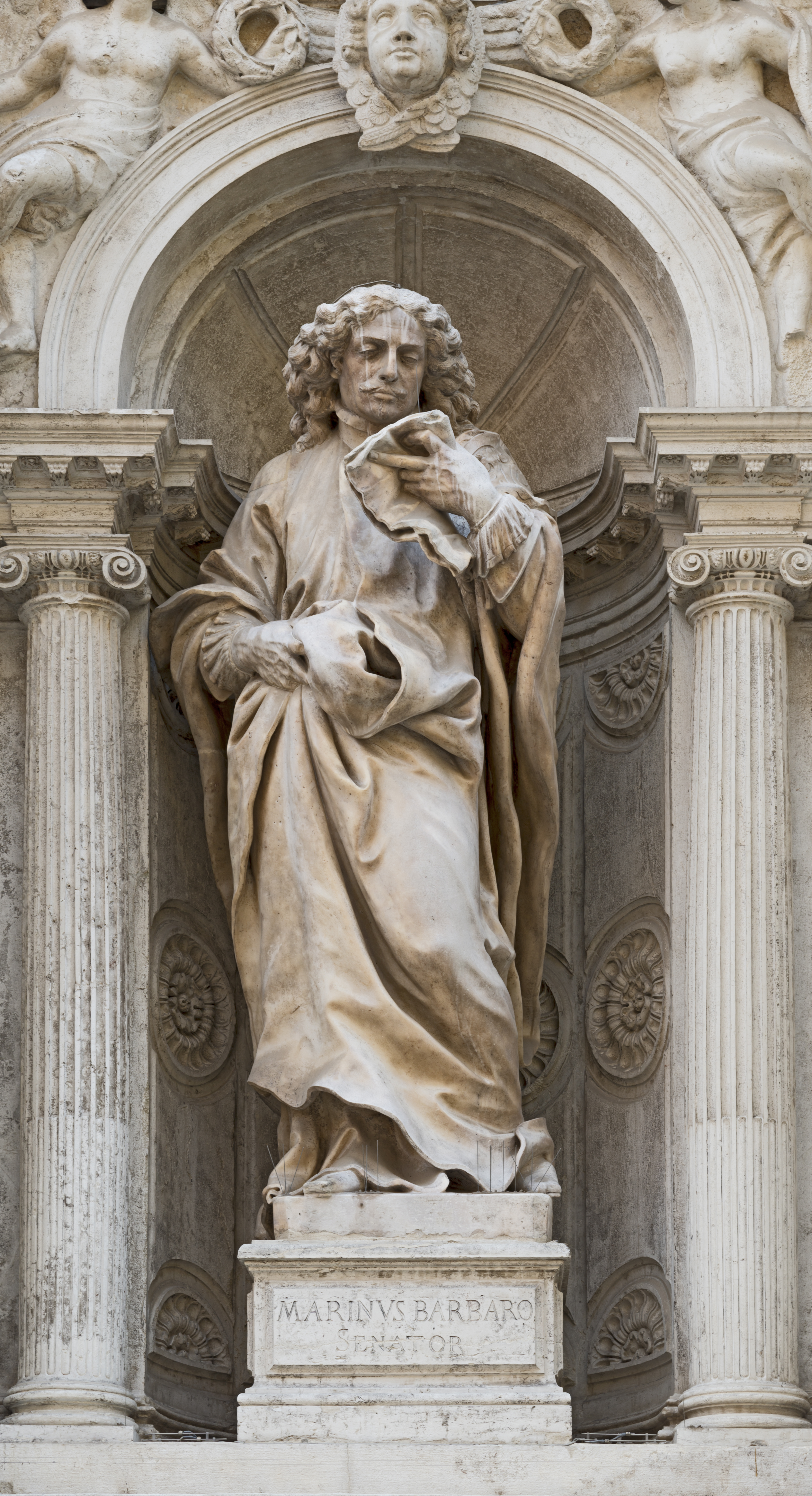
Marino Barbaro.
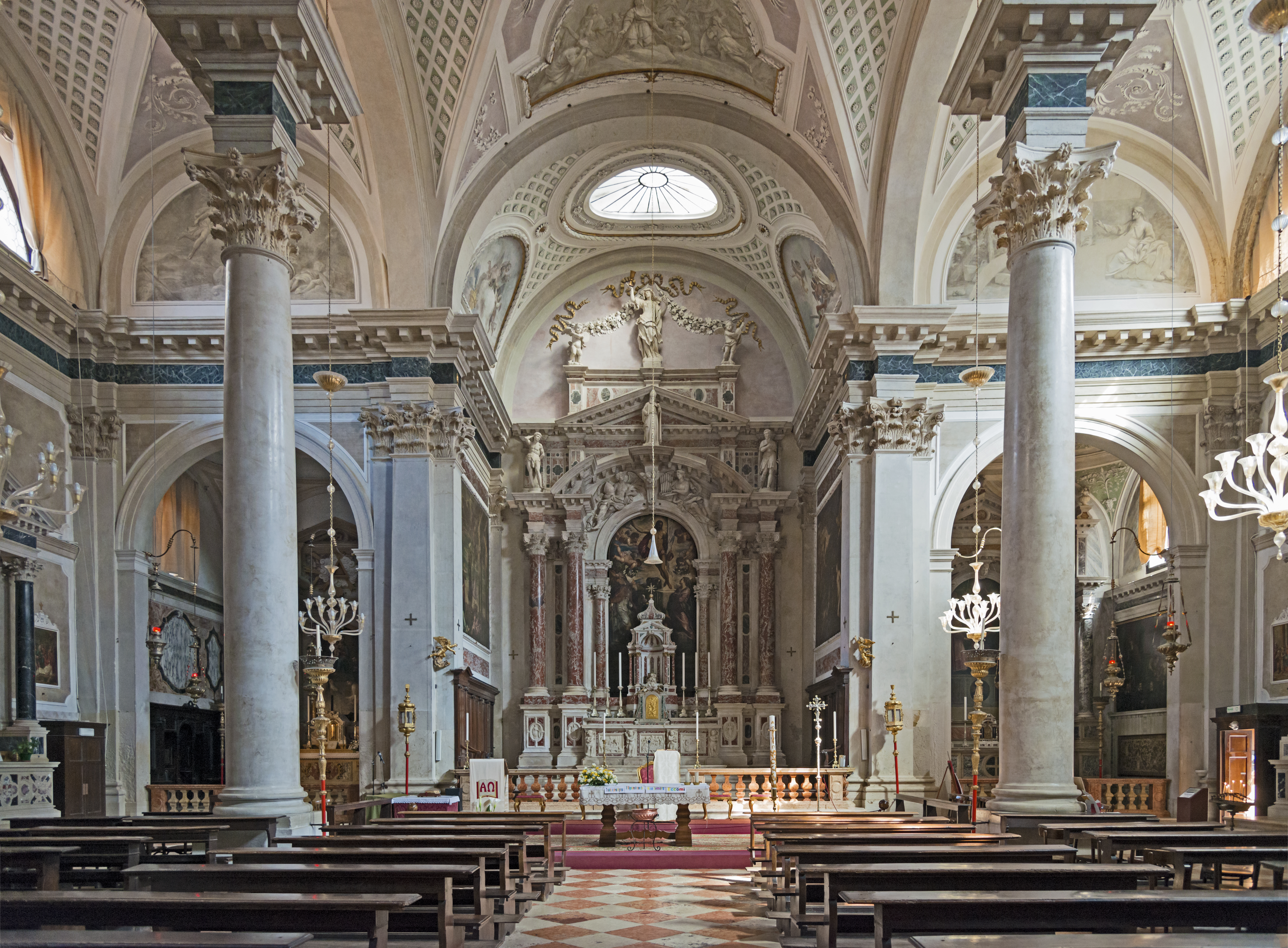
Autel et retable de San Cassiano.
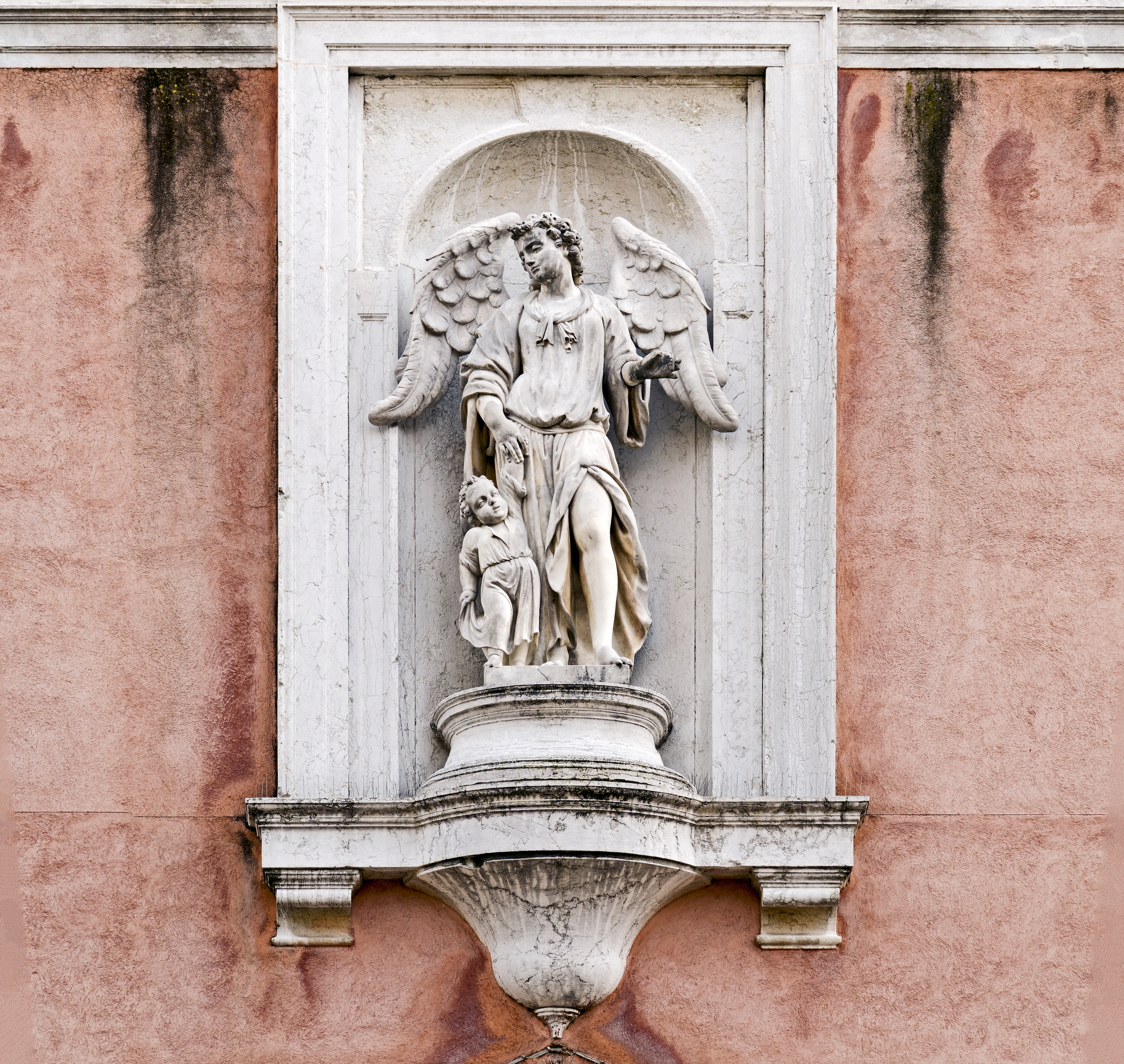
Ange gardien de la Scuola dell'Angelo Custode.